# Wilhelm Sonesson
Wilhelm Sonesson, född 18 januari 1855 i Billinge socken, Malmöhus län, död där 5 oktober 1931, var en svensk industriman.
Sonesson anställdes 1874 vid Carl Holmbergs mekaniska verkstad i Lund och var 1885–92 delägare däri. År 1892 grundade han tillsammans med Nils Winkler i Malmö firman Wilhelm Sonesson & Co (sedermera ombildad till aktiebolag). Sonesson inköpte 1892 fädernegården Stockamöllan i Billinge socken och grundade där trä- och verkstadsindustri.